# Annette M. Böckler
Annette Mirjam Böckler (* 26. Juni 1966 in Remscheid) ist eine zum Judentum konvertierte deutsche Judaistin. Sie war von Mai 2017 bis Ende 2020 Fachleiterin Judentum am Zürcher Institut für Interreligiösen Dialog, vormals Zürcher Lehrhaus. Zuvor war sie von April 2007 bis April 2017 Bibliothekarin und Dozentin für Bibel und jüdische Liturgie am Leo Baeck College in London.

## Biographie
Annette M. Böckler legte nach ihrem Studium der evangelischen Theologie in Tübingen, Bern, Bonn und Wuppertal im März 1993 das erste theologische Examen ab und wurde zum 1. April 1993 in den kirchlichen Vorbereitungsdienst als Vikarin aufgenommen. Im März 1995 legte sie das zweite theologische Examen der Evangelischen Kirche im Rheinland ab. 1996 wurde sie in den kirchlichen Hilfsdienst als Pastorin aufgenommen. Am 2. Februar 1997 wurde sie in der Kirchengemeinde Unterbarmen-Mitte (Wuppertal) zur Pfarrerin der Evangelischen Kirche im Rheinland (EKiR) ordiniert. Sie war bis September 1998 hauptberuflich an der Kirchlichen Hochschule Wuppertal tätig, zeitweise als Vikariatsassistentin. Am 1. Oktober 1998 wurde sie aus dem kirchlichen Dienst entlassen (letzte Funktion: „Pfarrerin im Hilfsdienst mit wissenschaftlichem Sonderauftrag“). Im Februar 2000 promovierte sie in Altem Testament an der Kirchlichen Hochschule Wuppertal über „Gott als Vater“ (Gütersloh 2. Aufl. 2002). Im Jahr 2001 trat sie zum Judentum über. Von 2000 bis 2002 leitete sie die Geschäftsstelle der Jüdischen Verlagsanstalt Berlin, 2003–2004 war sie Wissenschaftliche Mitarbeiterin am Rabbinerseminar Abraham-Geiger-Kolleg, Potsdam und lehrte dort Hebräisch, Talmud und jüdische Liturgie.  Von 2004 bis 2007 war sie wissenschaftliche Mitarbeiterin für Bibel und jüdische Bibelauslegung an der Hochschule für Jüdische Studien Heidelberg. Ihre Arbeitsgebiete sind die literaturwissenschaftliche Analyse biblischer Texte, die Rezeption der Bibel in der jüdischen Liturgie und die literarische Analyse des jüdischen Gebetbuchs.
Sie ist Übersetzerin des Gebetbuchs Seder haTefillot (Gütersloh 1997). Außerdem übersetzte sie weitere liturgische Texte, wie die Haggadah, hg. von Michael Shire, sowie das jüdische Tischgebet Birkat Hamason. Sie übersetzte und bearbeitete den Torakommentar von Rabbiner W. Gunther Plaut (Gütersloh 1999–2004, Neuauflage 2008). Sie war Redakteurin des jüdischen Kalenders Durch das jüdische Jahr, der seit 2001 von der Jüdischen Verlagsanstalt Berlin publiziert wird. Sie amtiert seit 2004 als Chasanit in verschiedenen liberalen und konservativen Gemeinden.

## Wissenschaftliche Publikationen (Auswahl)
- Gott als Vater im Alten Testament. Traditionsgeschichtliche Untersuchungen zur Entstehung und Entwicklung eines Gottesbildes. 472 Seiten, Gütersloher Verlagshaus, Gütersloh 2002, 2. Auflage, ISBN 3-579-02664-X
- Jüdischer Gottesdienst. Wesen und Struktur. Jüdische Verlagsanstalt Berlin, Berlin 2002. ISBN 3-934658-19-9
- Die Tora: Die fünf Bücher Moses nach der Übersetzung von Moses Mendelssohn. Mit den Prophetenlesungen im Anhang. Herausgegeben und revidiert von Annette M. Böckler, Jüdische Verlagsanstalt Berlin, Berlin 2004, 3. Auflage, ISBN 3-934658-10-5
- Ist Gott schuldig, wenn ein Gerechter stolpert? Zur jüdischen und christlichen Exegese von Ez III,20. In: Vetus Testamentum. 48 (1998), S. 437–452
- Keine väterliche Züchtigung! Zur Exegese von Prov 3,12b. In: Biblische Notizen. 96 (1999), 12–18
- Haben wir gelogen oder waren wir schwerhörig? Zur Textgeschichte und Bedeutung des Ashamnu-Gebets. In: Frankfurter Judaistische Beiträge. 31 (2004), S. 125–153
- Eine Nacht, anders als alle Nächte. Gedanken zu Sederfeiern in Kirchen. In: Freiburger Rundbrief. Nr. 2 (2005), S. 94–107
- Jüdische Frauen beten. In: Schlangenbrut. 23 (2005), S. 14–18
- Beten als Lernen und Lernen als göttliches Gebot. Das Gebetbuch als Lehrbuch im Judentum. In: B. Ego; H. Merkel (Hrsg.): Religiöses Lernen in der biblischen, frühjüdischen und frühchristlichen Überlieferung. (WUNT 180), Mohr Siebeck, Tübingen 2005, S. 157–173

## Populäre Publikationen
- Walter Homolka; Annette Böckler (Hg): Die Weisheit des Judentums. Gedanken für jeden Tag des Jahres. Gütersloher Verlagsanstalt, Gütersloh 1999, ISBN 3-579-02232-6
- Durch das jüdische Jahr. Terminplaner,  2001–2009 in der Jüdischen Verlagsanstalt Berlin

## Übersetzungen (Auswahl)
Aus dem Hebräischen:
- Seder ha-Tefillot. Das jüdische Gebetbuch. Hrsg. von Rabbiner Jonathan Magonet in Zusammenarbeit mit Rabbiner Walter Homolka, Gütersloher Verlagsanstalt, Gütersloh 1997, Band I. In: Schabbat, Wochentage und Pilgerfeste. ISBN 3-579-02216-4; erweiterte TB-Ausgabe, Jüdische Verlagsanstalt Berlin, Berlin 2001, ISBN 3-934658-24-5. Band II: Hohe Feiertage. ISBN 3-579-02216-4.
- Die Pessach-Haggada. Hrsg. von Michael Shire. Aus dem Hebräischen von Annette Böckler, 2. Auflage, Jüdische Verlagsanstalt Berlin, Berlin 2001, ISBN 3-934658-82-2.
- Birkat ha-Mason. Tischdank. Jüdische Verlagsanstalt Berlin, Berlin 2002, ISBN 3-934658-42-3.

Aus dem Englischen:
- Jonathan A. Romain; Walter Homolka: Progressives Judentum. Leben und Lehre. Übersetzt und redigiert von Annette M. Böckler, Knesebeck-Verlag, München 1999.
- Die Tora in jüdischer Auslegung. Hrsg. von W. Gunther Plaut. Autorisierte Übersetzung und Bearbeitung von Annette Böckler, 5 Bände, Gütersloher Verlagsanstalt, Gütersloh 1999–2004, ISBN 3-579-02645-3.
- Lawrence Kushner: Das Buch der Wunder. Jüdische Spiritualität für junge Leute. Jüdische Verlagsanstalt Berlin, Berlin 2003, ISBN 3-934658-47-4.